# Adicella
Adicella är ett släkte av nattsländor. Adicella ingår i familjen långhornssländor.

## Dottertaxa tillAdicella, i alfabetisk ordning[1][2]
- Adicella acte
- Adicella acutangularis
- Adicella agastya
- Adicella aglae
- Adicella alcyo
- Adicella altandroconia
- Adicella anakpanah
- Adicella androconifera
- Adicella athys
- Adicella balcanica
- Adicella bavanga
- Adicella bifasciata
- Adicella biramosa
- Adicella byblis
- Adicella capitata
- Adicella castanea
- Adicella chloe
- Adicella clelia
- Adicella clio
- Adicella clotho
- Adicella contorta
- Adicella core
- Adicella cremisa
- Adicella dahsetuha
- Adicella danae
- Adicella danumensis
- Adicella daphne
- Adicella dharasena
- Adicella dhruvasena
- Adicella dicte
- Adicella dionisos
- Adicella dirce
- Adicella dryas
- Adicella dryope
- Adicella ellipsoidalis
- Adicella eloa
- Adicella enone
- Adicella erato
- Adicella eryx
- Adicella eucharis
- Adicella eunoia
- Adicella euphrosyne
- Adicella euryale
- Adicella eurynoe
- Adicella eurynome
- Adicella eurypyle
- Adicella eurysthene
- Adicella eurythemiste
- Adicella evadne
- Adicella evohe
- Adicella filicornis
- Adicella fulva
- Adicella gada
- Adicella hakkariensis
- Adicella hebe
- Adicella hypseloknossoios
- Adicella ino
- Adicella josephinae
- Adicella lais
- Adicella lampito
- Adicella leda
- Adicella leto
- Adicella linearia
- Adicella longicercus
- Adicella longicornis
- Adicella longiramosa
- Adicella maculata
- Adicella magna
- Adicella mangyana
- Adicella maura
- Adicella melanella
- Adicella meridionalis
- Adicella mita
- Adicella monachus
- Adicella myrtho
- Adicella najas
- Adicella narendraya
- Adicella nigropunctata
- Adicella niobe
- Adicella nyse
- Adicella occidentalis
- Adicella ordinaria
- Adicella oviformis
- Adicella papillosa
- Adicella paramangyana
- Adicella penicillaris
- Adicella phoebe
- Adicella phyrne
- Adicella pulcherrima
- Adicella rectangulata
- Adicella reducta
- Adicella silvestris
- Adicella similis
- Adicella starmuehlneri
- Adicella syriaca
- Adicella thais
- Adicella thalia
- Adicella thalie
- Adicella tridigitata
- Adicella trifida
- Adicella triramosa
- Adicella vera
- Adicella visayana
- Adicella zniachtl